# Trinity St. Clair
Trinity St. Clair (née le 3 février 1990  à Redding, en Californie) est une actrice américaine de films pornographiques.

## Biographie
Trinity St. Clair se déclare bisexuelle.

## Filmographie sélective
- 2010 : Teen Anal Gape Factory
- 2011 : Mother-Daughter Exchange Club 21
- 2011 : Lesbian Seductions: Older/Younger 38
- 2012 : Lesbian Seductions: Older/Younger 39
- 2013 : Lick My License
- 2014 : Mother's Love
- 2015 : Only Trinity St. Clair
- 2016 : Cheer Squad Sleepovers 18
- 2017 : Relax, She's My Stepmom
- 2018 : Cheating Lesbian Milfs

### Distinctions
récompenses
Nominations
- 2013 : AVN Award : Best New Starlet
- 2013 : XBIZ Award : Best New Starlet